# Coombs Hills
Coombs Hills är en kulle i Antarktis. Den ligger i Östantarktis. Nya Zeeland och Australien gör anspråk på området. Toppen på Coombs Hills är 2 590 meter över havet, eller 398 meter över den omgivande terrängen. Bredden vid basen är 3,7 km.
Terrängen runt Coombs Hills är huvudsakligen kuperad. Trakten är glest befolkad. Närmaste befolkade plats är Odell Glacier Station, 14,8 kilometer norr om Coombs Hills. 